# Cocal de Telha
Cocal de Telha este un oraș în Piauí (PI), Brazilia.